# Лінда Берд Джонсон Робб
Лінда Берд Джонсон Робб (англ. Lynda Bird Johnson Robb, нар. 19 березня 1944, Вашингтон, США) — старша донька 36-го президента США Ліндона Б. Джонсона та колишньої першої леді Леді Берд Джонсон.

## Життєпис

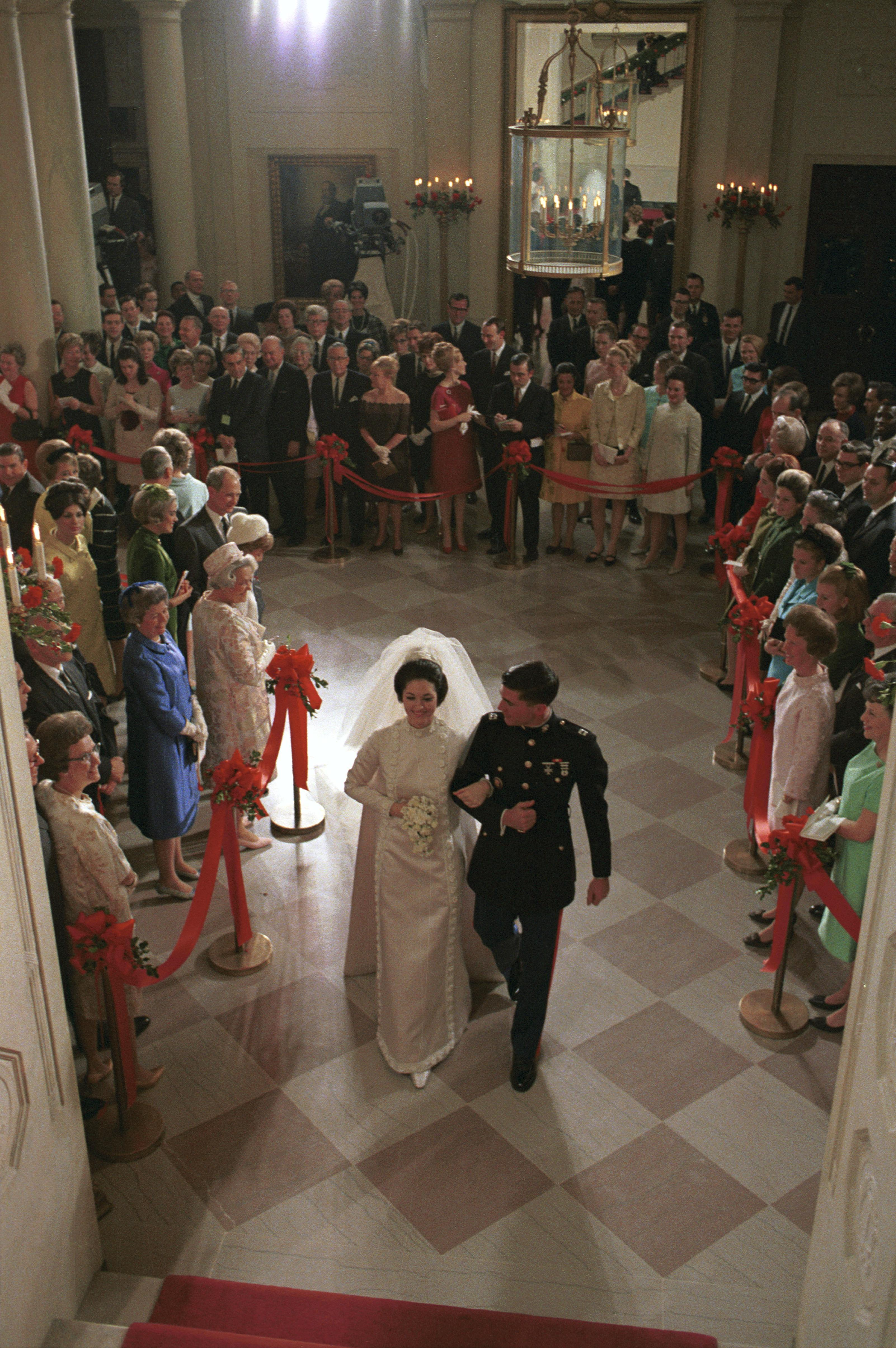
Весілля Джонсон і Чака Робба в Білому домі, 9 грудня 1967 року

До народження Лінди Берд Джонсон, її мати Леді Берд пережила три викидні, тому її лікар песимістично говорив про шанси Берд мати ще дітей. Батько Лінди запропонував назвати її на честь обох батьків.
Джонсон була заручена з Бернардом Розенбахом до того, як вона зустріла актора Джорджа Гамільтона.
У 1966 році Джонсон і Гамільтон почали зустрічатися.
Через посилення заходів безпеки родини президента Секретною службою внаслідок вбивства Джона Ф. Кеннеді подружжя Гамільтон-Джонсон було одним із перших, кому надали захист агенти Секретної служби.
Пізніше Джонсон вийшла заміж за капітана Корпусу морської піхоти США Чарльза С. Робба, сина Френсіс Говард (Вуллі) і Джеймса Шпітала Робба, в 1967 році на службі, яку відслужив преподобний Джеральд Ніколас Макаллістер. Її чоловік служив у В'єтнамі. Пізніше Чарльза Робба було обрано лейтенантом-губернатором Вірджинії (1978—1982), губернатором Вірджинії (1982—1986) та сенатором США від Вірджинії (1989—2001).
9 травня 1979 року президент Джиммі Картер призначив Лінду Берд Джонсон Робб головою Президентського дорадчого комітету у справах жінок . Комітет працював над сприянням рівності жінок у культурному, соціальному, економічному та політичному житті Сполучених Штатів.
Робб працювала головою правління Reading is Fundamental (1996—2001), найбільшої дитячої організації в країні. Вона була редактором журналу Ladies Home Journal (1969–81). Лінда також є членом ради директорів Фонду Ліндона Бейнса Джонсона та Центру диких квітів Леді Берд Джонсон.
Робб здобула освіту в Національній кафедральній школі для дівчат, закінчила Техаський університет в Остіні та була членом жіночого товариства Zeta Tau Alpha. Вона також недовго відвідувала коледж милосердя. Має звання почесного доктора гуманних наук Університету Вашингтона та Лі та Норвічського університету, а також була відзначена великою кількістю громадських нагород за державну службу.
У неї є три доньки: Люсінда Деша Робб (1968 р.н.), Кетрін Льюїс Робб (1970 р.н.) та Дженніфер Вікліфф Робб (1978 р.н.).
У 2004 році Робб була присутньою на державних похоронах президента Рональда Рейгана від імені своєї матері, яка не змогла через стан здоров'я. Вона знову представляла свою матір на державних похоронах президента Джеральда Форда, який помер 26 грудня 2006 року. У 2018 році Робб відвідала державні похорони Джорджа Буша-старшого разом зі своїм чоловіком Чарльзом Роббом, сестрою Люсі Бейнс Джонсон і зятем Ієном Терпіном.